# ناأوهيرو أوياما
ناأُوهيرو أُوياما (باليابانية: 大山 直大) (24 أبريل 1974 في كاغاوا في اليابان – )؛ هو لاعب كرة قدم ياباني سابق كان يلعب كمهاجم.

## وصلات خارجية
- ناأوهيرو أوياما على موقع رابطة كرة القدم اليابانية للمحترفين (اليابانية)
- ناأوهيرو أوياما على موقع عالم كرة القدم.نت (الإنجليزية)